# ヴィッラマーニャ
ヴィッラマーニャ（イタリア語: Villamagna）は、イタリア共和国アブルッツォ州キエーティ県にある、人口約2,300人の基礎自治体（コムーネ）。

## 地理

### 位置・広がり

#### 隣接コムーネ
隣接するコムーネは以下の通り。
- アーリ
- ブッキアーニコ
- ミリアーニコ
- リーパ・テアティーナ
- ヴァクリ

## 行政

### 分離集落
ヴィッラマーニャには、以下の分離集落（フラツィオーネ）がある。
- Innesto, Pian di Mare, Serepenne